# Edward FitzRoy
Hon. Edward Algernon FitzRoy (* 24. Juli 1869; † 3. März 1943) war ein britischer Politiker der Conservative Party und Speaker des Unterhauses (House of Commons).

## Familie und militärische Laufbahn
Der zweite Sohn von Charles FitzRoy, 3. Baron Southampton, war 1883 bis 1886 Page der Queen Victoria.
Während des Ersten Weltkrieges diente er trotz seiner Abgeordnetentätigkeit als Captain im 1st Regiment of Life Guards. Während der Ersten Flandernschlacht bei Ypern 1914 wurde er verwundet. Anschließend war er Kommandeur der berittenen Truppen der Gardedivision.

## Politische Laufbahn

### Abgeordneter
FitzRoy begann seine politische Laufbahn 1896 mit der Wahl zum Mitglied des Rates der Grafschaft Northamptonshire, dem er bis 1921 angehörte.
1900 wurde er erstmals zum Abgeordneten des Unterhauses (House of Commons) gewählt. Dort vertrat er zunächst bis 1906 und dann erneut von 1910 bis 1918 als Mitglied der Conservative Party den Wahlkreis Northamptonshire South. Nach Auflösung dieses Wahlkreises war er von 1918 bis zu seinem Tode 1943 Abgeordneter des Unterhauses für den Wahlkreis Daventry.
1935 kam es zu einer Kontroverse, als die Labour Party entgegen den üblichen Gepflogenheiten in seinem Wahlkreis einen Gegenkandidaten gegen ihn als amtierenden Unterhaussprecher aufstellte.

### Parlamentssprecher
1923 sowie erneut von 1924 bis 1928 war er Stellvertretender Vorsitzender des Steuerrechtsausschusses (Ways and Means) und damit einer der weiteren Stellvertretenden Unterhaussprecher.
1928 wurde er als Nachfolger von John Henry Whitley Sprecher (Speaker) des House of Commons. Dieses Amt übte er bis zu seinem Tode aus. Nachfolger wurde am 16. März 1943 sein Stellvertreter Douglas Clifton Brown.

## Auszeichnungen
1931 wurde ihm der Titel Doctor of Laws (LLD) der Universität Cambridge sowie 1934 der Ehrentitel Doctor of Civil Laws der Universität Oxford verliehen.
Nach seinem Tode wurde seiner Frau Muriel ihm zu Ehren der Titel der Viscountess Daventry verliehen.